# Daytime Emmy Awards 2017
La cerimonia della 44ª edizione dei Daytime Emmy Awards (44th Daytime Emmy Awards) si è tenuta presso il Pasadena Civic Auditorium di Pasadena il 30 aprile 2017.
La cerimonia, non trasmessa in diretta televisiva ma solo in streaming attraverso Facebook e Periscope, è stata condotta da Mario López e Sheryl Underwood.
Le candidature erano state annunciate il 22 marzo 2017.

## Daytime Emmy Awards
Segue l'elenco delle categorie premiate durante la cerimonia principale del 30 aprile con i rispettivi candidati. I vincitori sono indicati in cima all'elenco di ciascuna categoria. I vincitori nelle categorie in cui si sono verificati ex aequo sono contrassegnati dal simbolo .
A seguire anche l'elenco delle altre categorie premiate il precedente 28 aprile durante la cerimonia dei Daytime Creative Arts Emmy Awards.

### Soap opera

#### Miglior serie drammatica
- General Hospital, trasmessa dalla ABC
  - Beautiful (The Bold and the Beautiful), trasmessa dalla CBS
  - Febbre d'amore (The Young and the Restless), trasmessa dalla CBS
  - Il tempo della nostra vita (Days of Our Lives), trasmessa dalla NBC

#### Miglior attore protagonista in una serie drammatica

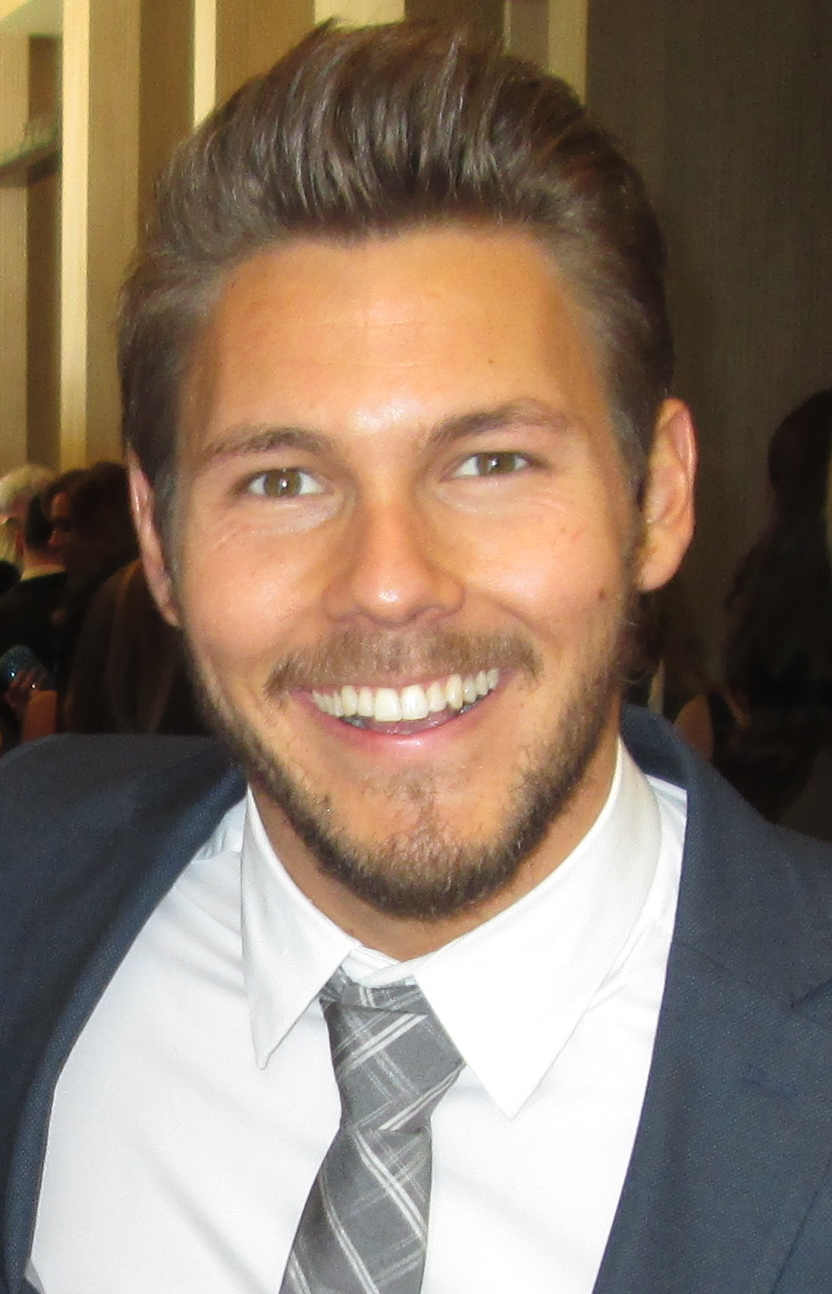
Scott Clifton, miglior attore protagonista in una serie drammatica

- Scott Clifton, per aver interpretato Liam Spencer in Beautiful
  - Peter Bergman, per aver interpretato Jack Abbott in Febbre d'amore
  - Billy Flynn, per aver interpretato Chad DiMera in Il tempo della nostra vita
  - Vincent Irizarry, per aver interpretato Deimos Kiriakis in Il tempo della nostra vita
  - Kristoff St. John, per aver interpretato Neil Winters in Febbre d'amore

#### Miglior attrice protagonista in una serie drammatica
- Gina Tognoni, per aver interpretato Phyllis Summers in Febbre d'amore
  - Nancy Lee Grahn, per aver interpretato Alexis Davis in General Hospital
  - Heather Tom, per aver interpretato Katie Logan in Beautiful
  - Jess Walton, per aver interpretato Jill Abbott in Febbre d'amore
  - Laura Wright, per aver interpretato Carly Corinthos General Hospital

#### Miglior attore non protagonista in una serie drammatica
- Steve Burton, per aver interpretato Dylan McAvoy in Febbre d'amore
  - John Aniston, per aver interpretato Victor Kiriakis in Il tempo della nostra vita
  - Chad Duell, per aver interpretato Michael Corinthos in General Hospital
  - Jeffrey Vincent Parise, per aver interpretato Carlos Rivera/Joe Rivera in General Hospital
  - James Reynolds, per aver interpretato Abe Carver in Il tempo della nostra vita

#### Miglior attrice non protagonista in una serie drammatica

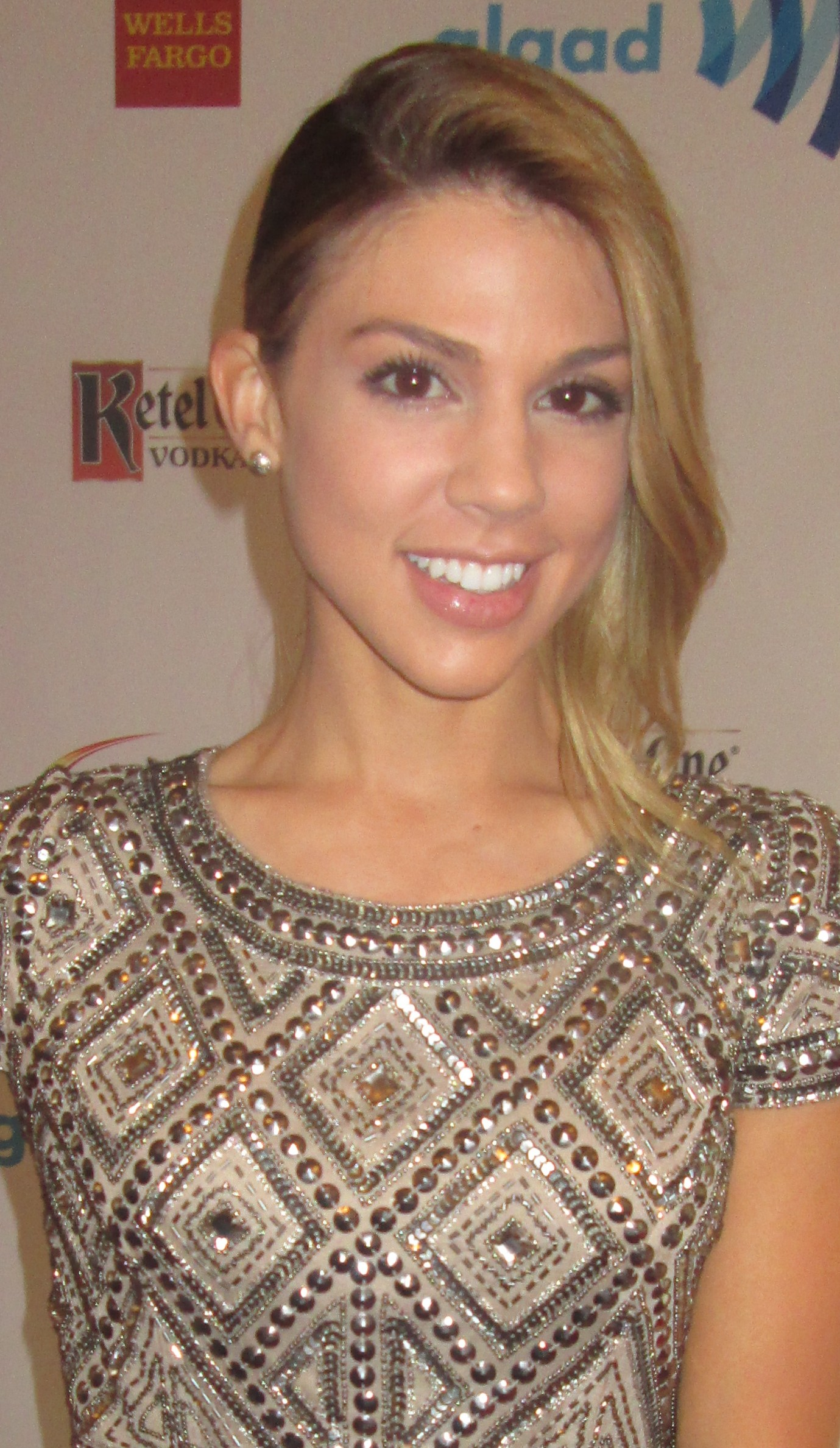
Kate Mansi, miglior attrice non protagonista in una serie drammatica

- Kate Mansi, per aver interpretato Abigail Deveraux in Il tempo della nostra vita
  - Stacy Haiduk, per aver interpretato Patty Williams in Febbre d'amore
  - Anna Maria Horsford, per aver interpretato Vivienne Avant in Beautiful
  - Finola Hughes, per aver interpretato Anna Devane in General Hospital
  - Kelly Sullivan, per aver interpretato Sage Newman in Febbre d'amore

#### Miglior giovane attore in una serie drammatica
- Bryan Craig, per aver interpretato Morgan Corinthos in General Hospital
  - Pierson Fodé, per aver interpretato Thomas Forrester in Beautiful
  - James Lastovic, per aver interpretato Joey Johnson in Il tempo della nostra vita
  - Tequan Richmond, per aver interpretato TJ Ashford in General Hospital
  - Anthony Turpel, per aver interpretato R.J. Forrester in Beautiful

#### Miglior giovane attrice in una serie drammatica
- Lexi Ainsworth, per aver interpretato Kristina Corinthos Davis in General Hospital
  - Reign Edwards, per aver interpretato Nicole Avant in Beautiful
  - Hunter King, per aver interpretato Summer Newman in Febbre d'amore
  - Chloe Lanier, per aver interpretato Nelle Hayes in General Hospital
  - Alyvia Alyn Lind, per aver interpretato Faith Newman in Febbre d'amore

#### Miglior guest star in una serie drammatica
- Jim O'Heir, per aver interpretato Matt Cannistra in Beautiful
  - Tobin Bell, per aver interpretato Yo Ling in Il tempo della nostra vita
  - Don Harvey, per aver interpretato Tom Baker in General Hospital
  - Monica Horan, per aver interpretato Kieran Cannistra in Beautiful
  - Nichelle Nichols, per aver interpretato Lucinda Winters in Febbre d'amore

#### Miglior team di registi di una serie drammatica
- Team di registi di General Hospital
  - Team di registi di Beautiful
  - Team di registi di Febbre d'amore
  - Team di registi di Il tempo della nostra vita

#### Miglior team di sceneggiatori di una serie drammatica
- Team di sceneggiatori di Febbre d'amore
  - Team di sceneggiatori di Beautiful
  - Team di sceneggiatori di Il tempo della nostra vita
  - Team di sceneggiatori di General Hospital

### Programmi d'informazione e intrattenimento

#### Miglior talk show d'informazione
- The Dr. Oz Show, trasmesso in syndication
  - The Chew, trasmesso dalla ABC
  - Steve Harvey, trasmesso in syndication
  - The Kitchen, trasmesso da Food Network
  - Larry King Now, trasmesso da Ora TV

#### Miglior presentatore di un talk show d'informazione
- Steve Harvey, per aver presentato Steve Harvey
  - Sunny Anderson, Katie Lee, Jeff Mauro, Marcela Valladolid e Geoffrey Zakarian, per aver presentato The Kitchen
  - Mario Batali, Carla Hall, Clinton Kelly, Daphne Oz e Michael Symon, per aver presentato The Chew
  - Mehmet Öz, per aver presentato The Dr. Oz Show
  - Larry King, per aver presentato Larry King Now
  - Chris Hedges, per aver presentato On Contact

#### Miglior talk show d'intrattenimento
- The Ellen DeGeneres Show, trasmesso in syndication
  - Live! with Kelly, trasmesso in syndication
  - Maury, trasmesso in syndication
  - The Talk, trasmesso dalla CBS
  - The View, trasmesso dalla ABC

#### Miglior presentatore di un talk show d'intrattenimento
- Julie Chen, Sara Gilbert, Sharon Osbourne, Aisha Tyler e Sheryl Underwood, per aver presentato The Talk
  - Harry Connick Jr., per aver presentato Harry
  - Tamar Braxton, Adrienne Houghton, Loni Love, Jeannie Mai e Tamera Mowry-Housley, per aver presentato The Real
  - Joy Behar, Jedediah Bila, Candace Cameron Bure, Paula Faris, Whoopi Goldberg, Sara Haines, Sunny Hostin e Raven-Symoné, per aver presentato The View
  - Kelly Ripa, per aver presentato Live! with Kelly
  - Wendy Williams, per aver presentato The Wendy Williams Show

#### Miglior game show
- Jeopardy!, trasmesso in syndication
  - Celebrity Name Game, trasmesso in syndication
  - Family Feud, trasmesso in syndication
  - Let's Make a Deal, trasmesso dalla CBS
  - The Price is Right, trasmesso dalla CBS

#### Miglior presentatore di un game show

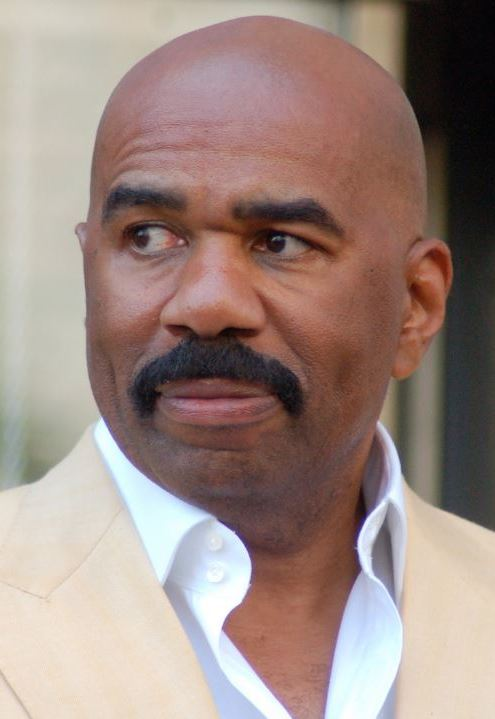
Steve Harvey, miglior presentatore di un talk show d'informazione e di un game show

- Steve Harvey, per aver presentato Family Feud
  - Wayne Brady, per aver presentato Let's Make a Deal
  - Craig Ferguson, per aver presentato Celebrity Name Game
  - Pat Sajak, per aver presentato Wheel of Fortune
  - Alex Trebek, per aver presentato Jeopardy!

#### Miglior programma della mattina
- Good Morning America, trasmesso dalla ABC
  - CBS Sunday Morning, trasmesso dalla CBS
  - CBS This Morning, trasmesso dalla CBS
  - Today, trasmesso dalla NBC

#### Miglior programma culinario
- Eat the World with Emeril Lagasse, distribuito da Amazon
  - America's Test Kitchen, trasmesso dalla PBS
  - Barefoot Contessa: Back to Basics, trasmesso da Food Network
  - Guy's Big Bite, trasmesso da Food Network
  - The Mind of a Chef, trasmesso dalla PBS
  - Trisha's Southern Kitchen, trasmesso da Food Network

#### Miglior programma d'infotainment
- Entertainment Tonight, trasmesso dalla CBS
  - Access Hollywood, trasmesso dalla NBC
  - E! News, trasmesso da E!
  - Extra, trasmesso in syndication
  - The Insider, trasmesso dalla CBS
  - Inside Edition, trasmesso in syndication

#### Miglior programma d'intrattenimento in spagnolo
- Destinos, trasmesso da CNN en Español
  - El Gordo y la Flaca, trasmesso da Univision
  - LAnzate, trasmesso da Univision
  - SuperLatina with Gaby Natale, trasmesso da V-me
  - Jackeline Cacho Presenta Triunfo Latino, trasmesso da V-me

#### Miglior talento della programmazione in spagnolo
- Gaby Natale – SuperLatina with Gaby Natale
  - Bárbara Bermudo – Primer Impacto
  - Jackeline Cacho – Jackeline Cacho Presenta Triunfo Latino
  - Tanya Charry – El Gordo y la Flaca
  - Camilo Egaña – Eucentro

## Lifetime Achievement Award
- Assegnato a Mary Hart

## Premi della giuria
- Miglior realizzazione individuale nell'animazione: Mike Chaffe, animatore di Trollhunters; Kevin Dart, direttore artistico di The Mr. Peabody & Sherman Show; Phil Jacobson illustratore di storyboard di Pig Goat Banana Cricket; Victor Maldonado, disegnatore di personaggi di Trollhunters, Khang Le, direttore artistico di Little Big Awesome; Eastwood Wong, colorista di sfondi di The Mr. Peabody & Sherman Show.